# Lespiteau
Lespiteau település Franciaországban, Haute-Garonne megyében. Lakosainak száma 79 fő (2022. január 1.). Lespiteau Encausse-les-Thermes, Pointis-Inard, Rieucazé és Soueich községekkel határos.

## Népesség
A település népességének változása:
| Lakosok száma | 66   | 62   | 68   | 80   | 80   | 93   | 103  | 91   | 85   | 79   |
|               | 1968 | 1982 | 1990 | 2006 | 2013 | 2015 | 2017 | 2019 | 2020 | 2022 |